# Žydačiv
Žydačiv (in ucraino Жидачів?) è una città dell'Ucraina (10 353 abitanti) situata nel distretto di Stryj, nell'oblast' di Leopoli. Ospita l'amministrazione della comunità territoriale di Žydačiv una delle comunità territoriali dell'Ucraina.
Fino al 18 luglio 2020 Žydačiv è stata il centro amministrativo del distretto di Žydačiv, abolito come parte della riforma amministrativa dell'Ucraina, che ha ridotto a sette il numero dei distretti dell'oblast' di Leopoli. L'area del distretto di Žydačiv è stata fusa con il distretto di Stryj.